# Bunt w mieszkaniu
Bunt w mieszkaniu (tyt. oryg. Kryengritje në pallat) – albański film fabularny z roku 1972 w reżyserii Xhanfise Keko.

## Opis fabuły
Dwaj rozpieszczeni bracia: Qetsor i Erleti często zabierają i psują zabawki swoich kolegów. Pewnej nocy we śnie Qetsora zabawki zaczynają bunt i chcą osądzić braci za to, że się o nie nie troszczą. Koszmar senny powoduje, że bracia zmieniają swoje zachowania wobec kolegów i wobec zabawek.
Film realizowano w Tiranie.

## Obsada
- Ilir Çelia jako Qetsor
- Kristaq Burdhima jako Erleti
- Eli Lazri jako Linda
- Robert Ndrenika jako ojciec
- Mimika Luca jako matka
- Gazmend Turda jako Tritan
- Silva Turdiu jako Desantela
- Alida Prela jako nauczycielka
- Ruben Herri
- Arben Murraj